# Eurytoma pallustris
Eurytoma pallustris är en stekelart som beskrevs av Bugbee 1982. Eurytoma pallustris ingår i släktet Eurytoma och familjen kragglanssteklar. Inga underarter finns listade i Catalogue of Life.